# Comarca da Paradanta
A Paradanta is een comarca van de Spaanse provincie Pontevedra, gelegen in de autonome regio Galicië. De hoofdstad is A Cañiza.

## Gemeenten
Arbo, A Cañiza, Covelo en Crecente.